# Gole (województwo mazowieckie)
Gole – wieś sołecka w Polsce położona w województwie mazowieckim, w powiecie grodziskim, w gminie Baranów.
Wieś szlachecka położona była w drugiej połowie XVI wieku w powiecie sochaczewskim ziemi sochaczewskiej województwa rawskiego.
W latach 1954–1961 wieś należała i była siedzibą władz gromady Gole, po jej zniesieniu w gromadzie Cegłów. W latach 1975–1998 miejscowość administracyjnie należała do województwa skierniewickiego.
1490
Student Maciej syn Jakuba z Gól pobiera nauki w Akademii Krakowskiej.
1579
Wieś Gole w parafii Pawłowice, stanowiąca części Jana Gawarta, Stanisława Gawarta, Jana Kałęckiego, Mikołaja Kałęckiego, Osińskiego, Tomasza Dąbrowskiego, Wojciecha Dąbrowskiego oraz Kołeckich i Pruskich.
Dobra Ziemskie Gole na przełomie XVIII i XIX wieku były własnością starosty wyszogrodzkiego Michała Szymanowskiego a po jego śmierci należały do wdowy po nim Anieli ze Świdzińskich Szymanowskiej oraz ich córek Barbary zamężnej z hr. Piotrem Łubieńskim i Doroty zamężnej z Piotrem Galichet.
1882
Wieś i folwark, powiat błoński, gmina Pass, parafia Izdebno. W 1827 r. było tu 27 domostw i 265 mieszkańców., obecnie liczą 497 mieszkańców. Folwark Gole z przyległością, Dąbrowa i wsiami Gole., Dorocin, Łysa Góra zwana Basinem, od Błonia wiorst 6. Nabyte w roku 1874 za rubli srebrnych 50,000. Rozległość wynosi mórg 689, grunta orne i ogrody mórg 513, łąk mórg 126, pastwisk mórg 5, nieużytki i place mórg 45, budynki murowane 19, drewniane 6, płodozmian 6- i 7-połowy. Wiatrak, pokłady marglu. Wieś Gole osad 52, grunty mórg 581; wieś Dorocin osad 11, grunty mórg 119; wieś Łysa Góra zwana Basinem osad 13, gruntu mórg 49.2.
Do 1945
Ostatnim właścicielem dóbr Gole był Adam i Zofia Hirszman, spoczywają na cmentarzu w Izdebnie Kościelnym.